# 泉体育館駅

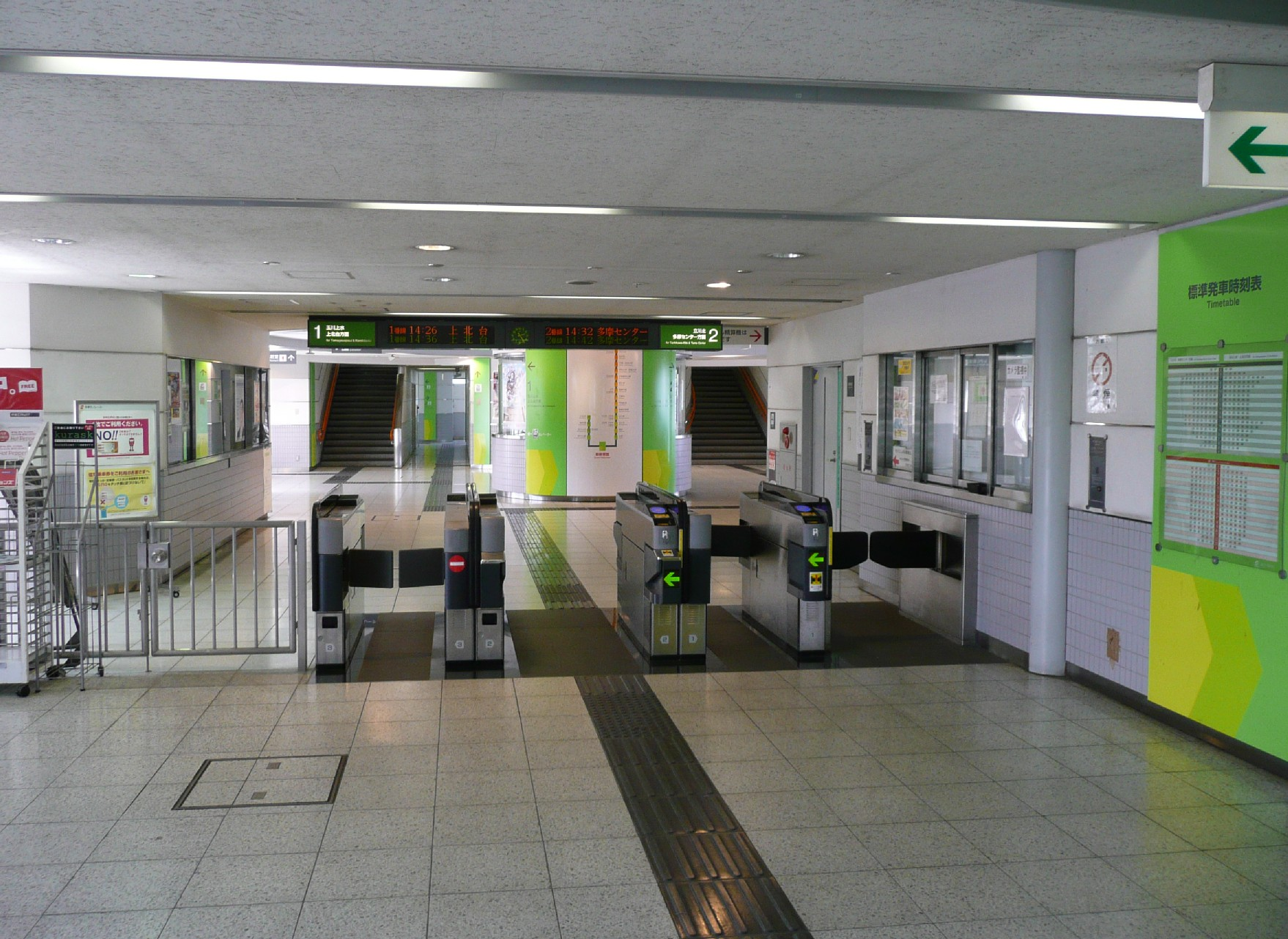
改札口（2008年7月）

泉体育館駅（いずみたいいくかんえき）は、東京都立川市泉町にある多摩都市モノレール線の駅。駅番号はTT15。
当初、地名から取った新泉駅として計画・建設されていたが、付近に立川市立泉市民体育館があることから、この名称となった。

## 歴史
- 1998年（平成10年）11月27日：上北台 - 立川北間開業に伴い、当駅が開業[1]。

## 駅構造
対向式2面2線の高架駅である。

### のりば
| 番線 | 路線                 | 行先             |
| ---- | -------------------- | ---------------- |
| 1    | 多摩都市モノレール線 | 上北台方面       |
| 2    | 多摩都市モノレール線 | 多摩センター方面 |

## 利用状況
2024年度の1日平均乗車人員は3,259人である。近年の1日平均乗車人員推移は下記の通り。
| 年度               | 多摩都市 モノレール | 出典       |
| ------------------ | ------------------- | ---------- |
| 1998年（平成10年） | 1,117               | [ モノ 2 ] |
| 1999年（平成11年） | 1,388               | [ モノ 2 ] |
| 2000年（平成12年） | 2,213               | [ モノ 2 ] |
| 2001年（平成13年） | 2,548               | [ モノ 2 ] |
| 2002年（平成14年） | 2,693               | [ モノ 2 ] |
| 2003年（平成15年） | 2,747               | [ モノ 2 ] |
| 2004年（平成16年） | 2,551               | [ モノ 2 ] |
| 2005年（平成17年） | 2,290               | [ モノ 2 ] |
| 2006年（平成18年） | 2,357               | [ モノ 2 ] |
| 2007年（平成19年） | 2,532               | [ モノ 2 ] |
| 2008年（平成20年） | 2,650               | [ モノ 2 ] |
| 2009年（平成21年） | 2,672               | [ モノ 2 ] |
| 2010年（平成22年） | 2,594               | [ モノ 2 ] |
| 2011年（平成23年） | 2,512               | [ モノ 2 ] |
| 2012年（平成24年） | 2,608               | [ モノ 2 ] |
| 2013年（平成25年） | 2,809               | [ モノ 2 ] |
| 2014年（平成26年） | 2,884               | [ モノ 2 ] |
| 2015年（平成27年） | 3,095               | [ モノ 2 ] |
| 2016年（平成28年） | 3,119               | [ モノ 2 ] |
| 2017年（平成29年） | 3,315               | [ モノ 3 ] |
| 2018年（平成30年） | 3,269               | [ モノ 4 ] |
| 2019年（令和元年） | 3,251               | [ モノ 5 ] |
| 2020年（令和02年） | 2,467               | [ モノ 6 ] |
| 2021年（令和03年） | 2,670               | [ モノ 7 ] |
| 2022年（令和04年） | 2,980               | [ モノ 8 ] |
| 2023年（令和05年） | 3,092               | [ モノ 1 ] |
| 2024年（令和06年） | 3,259               | [ モノ 1 ] |

## 駅周辺
- 立川市泉市民体育館
- 東京都立砂川高等学校
- 立川市立第六中学校
- TOTO立川ショールーム
- セレモアつくば
- いなげや立川幸店
- オーケー立川若葉町店
- ケーズデンキ 立川店
- ダイハツ東京販売Dモール立川ポテトロード店

## バス路線
最寄りの停留所は「泉市民体育館」で、駅の出入口前に停留所が存在する。ただし乗り換え案内の放送は流れない。全ての路線が立川バスによって運行される。
北方向
- 立20-1・立21：玉川上水駅南口
- 立22：村山団地（玉川上水駅入口経由）
- 立23：村山団地（玉川上水駅経由）
- 立25-1：玉川上水駅
- 立28：立川駅北口（柏町青柳住宅経由）
- 立14：松中団地操車場（砂川七番経由）
- 立14-3：松中団地操車場（柏町二丁目経由）
- 立15-3：拝島駅北入口（松中団地経由）
- 立15-5：拝島駅（松中団地経由）

南方向
- 立12・立14-3・立15-3・立15-5・立20-1・立22・立23・立25-1・立93：立川駅北口（新立川航空経由）
- 立21：立川駅北口（熊野神社前経由）
- 立21-2：立川駅北口（立飛東門経由）

## 隣の駅
多摩都市モノレール
 多摩都市モノレール線
砂川七番駅 (TT16) - 泉体育館駅 (TT15) - 立飛駅 (TT14)